# Tour des Flandres 1931
Le Tour des Flandres 1931 est la quinzième édition du Tour des Flandres. La course a lieu le 22 mars 1931, avec un départ à Gand et une arrivée à Wetteren sur un parcours de 227 kilomètres.
Le vainqueur final est le coureur belge Romain Gijssels, qui s’impose au sprint devant ses cinq compagnons d’échappée à Wetteren. Le Néerlandais Cesar Bogaert termine deuxième, tandis que le Belge Jean Aerts prend la troisième place.

## Monts escaladés
- Tiegemberg
- Quaremont (Nouveau Quaremont)
- Kruisberg
- Edelareberg

## Classement final
|    | Coureur                | Pays     | Équipe             | Temps           |
| -- | ---------------------- | -------- | ------------------ | --------------- |
| 1  | Romain Gijssels        | Belgique | Dilecta-Wolber     | 6 h 52 min 00 s |
| 2  | Cesar Bogaert          | Pays-Bas | La Nordiste-Wolber | m. t.           |
| 3  | Jean Aerts             | Belgique | Genial Lucifer     | m. t.           |
| 4  | Hector Martin          | Belgique | Alcyon-Dunlop      | m. t.           |
| 5  | Gustave Van Slembrouck | Belgique | La Nordiste-Wolber | m. t.           |
| 6  | Julien Vervaecke       | Belgique | La Nordiste-Wolber | m. t.           |
| 7  | Émile Joly             | Belgique | Alcyon-Dunlop      | + 3 min 00 s    |
| 8  | Alfons Schepers        | Belgique | Alcyon-Dunlop      | + 3 min 00 s    |
| 9  | Armand van Bruaene     | Belgique | Oscar Egg-Dunlop   | + 3 min 00 s    |
| 10 | François Moreels       | France   |                    | + 3 min 00 s    |